# 리치 맨, 푸어 우먼
《리치 맨, 푸어 우먼》은 2012년 7월 9일부터 9월 17일까지 후지 TV 계열 〈게츠쿠〉 시간대(21:00 ~ 22:54 〈JST〉에서 방송된 일본의 텔레비전 드라마이다. 공식적인 약칭은 《리치푸어》, 《RMPW》.
2013년 4월 1일에는, 속편의 스페셜 드라마 《리치 맨, 푸어 우먼 in 뉴욕》이 방송되었다.

## 개요
이 작품에서 그려지는 연애의 메인이 되는 남녀는, 젊어서 시가총액 3000억 엔이라고도 말해지는 IT기업을 만들어낸 사장과 도쿄 대학 이학부라고 하는 고학력이면서, 내정이 되지 않아 취직 활동에 분주 하는 여대생이다. 생활도 가치관도 정반대인 2명이, 수많은 충돌을 반복하면서도 서로를 알아가 정신적으로 성장하며 서로 끌리게 되는 과정을 그리는 〈현대판 《프리티 우먼》〉적 드라마에 가세해 〈실제에는 없는 것이 아닌 현실성있는 꿈을 말하고, 세상에 발신할 수 있다〉 〈남자의 멋짐〉을 그리는 것을 주제로 해, 기업으로서의 요소도 많이 포함된 내용이 되고 있다.
후지 TV의 유료 동영상 전달 서비스 〈후지 TV On Demand〉에서는, 제7화 종료시점으로 스마트폰에서의 역대 1위의 매상을 기록하고 있다.

## 등장인물

### 주요 인물
휴우가 토오루 (29) - 오구리 슌
IT기업 〈NEXT INNOVATION〉 사장.
나츠이 마코토/사와키 치히로 (23) - 이시하라 사토미
도쿄 대학 이학부 4학년.
아사히나 요우코 (25) - 아이부 사키
아사히나의 여동생.
아사히나 코스케 (36) - 이우라 아라타
〈NEXT INNOVATION〉 부사장.

### NEXT INNOVATION
야스오카 미치야 (25) - 아사리 요스케
휴우가의 스케줄 관리를 담당한다.
오가와 사토시 (39) - 나카무라 야스히
팀 리더. 치프 프로그래머.
미야마에 토모카 (28) - 야기 노조미
사내에서 비서적인 역할을 담당한다. 해외출장에 동행한다.
다테시 리사 (23) - 마이카와 아이쿠
비서.
호소키 리이치 - 우에키 키요히코
팀 리더. 치프 프로그래머.
요시다 카즈오 - 시카나이 다이시
팀 리더. 팀에서 프로젝트를 계획해, 각 팀의 매상 상황이 개인의 급여에 반영된다.
야마가미 요시유키 (60) - 사노 시로
경리 담당.

### 도쿄 대학
오노 하루카 (22) - 노무라 마스미
이학부 4학년.
쿠가 유우키 (22) - 후루카와 유키
이학부 4학년.

### 마코토의 가족
나츠이 우타코 - 와시오 마치코
마코토의 모친.
나츠이 신지로 - 호타루 유키지로
마코토의 부친. 상처로 어부를 은퇴해, 낚싯배 민박을 운영하고 있다.
나츠이 신이치 - 슈쿠가와 아토무
마코토의 오빠. 저소득이면서 돈을 마련해, 여동생에게 송금을 건네준다.

### 그 외
노기 유타 (37) - 마루야마 토모미
요코의 부하. 레스토랑 셰프.
후에키 쿄우세이 (60) - 나카하라 타케오
선사의 승려. 휴우가의 좋은 상담 상대로 선사에 고액의 시주를 받고 있다.

### 게스트

#### 여러 차례 등장 게스트
후지가와 마사코 - 다이치 마오 (특별 출연) (제1 ~ 2·9화)
총무성 사무차관. 보고서를 제출하도록 명하는 것으로부터 〈숙제녀〉라고 불리고 있다.
사카구치 테츠야 (23) - 나카노 유우타 (제3·10화 / 제7화[목소리만])
〈NEXT INNOVATION〉사원. 회사의 호프로 되어 있던 IT 엔지니어이지만, 휴우가로부터의 〈데스 메일〉에 의해 해고되어 아사히나에게 분노를 보인다.
사와키 치히로 - 만다 히사코 (제3·10화)
정식당을 영업하는 여주인. 휴우가의 친어머니. 마코토의 친가의 근처에 가게가 있어, 대학에 떨어진 마코토의 좋은 상담 상대가 된다. 과거에 아들을 버렸다는 이야기, 일생 만나지 않고 둘 결의를 하고 있다. 휴우가가 찾아 온 것을 마코토가 알려도, 만나는 것을 거절했다.
토오노 아키우미(29) - 아야노 고 (제5 ~ 6·10화)
NEXI의 전 사원. 퇴직후 친가의 상사를 경영하고 있었지만, 실은 회사에서 내쫓아진 것을 원망하고 있었다. 퇴사시에 N사 유저의 개인정보를 훔쳐 그것을 바탕으로 아사히나로부터 돈을 강제로 빼앗으려고 한다. 그러나 아사히나에 반격 되어 공투 관계가 되어, 휴우가를 몰아넣는 거짓말의 출자 이야기를 한다. 롤리팝이나 츄잉 껌 등을 자주 입에 대고 있다.
이토 마사토시 - 이와데라 마사시 (제8 ~ 9화)
오오테 통신 회사 〈JI 테크〉 임원. 〈퍼스널 파일〉사업을 〈NEXT INNOVATION〉과 공동으로 실시하는 것을 발표하는 기자 회견에 동석한다.
형무관 - 벤가루 (제10 ~ 최종화)
도쿄 구치소의 형무관. 인당이 좋고, 아사히나가 자살하는 것은 아닐까 염려해, 〈천재 바카본〉의 만화를 넣어 준다.

#### 단발 게스트
야마와키 쇼 - 코하마 마사히로 (제1화)
정보 진흥 사업부 통괄 국장 코먼 캐리어 창구 담당. 경제 산업성의 회합에서 휴우가와 알게 된다.
다나카 코히토 - 무라카미 히로키 (제3화)
〈NEXT INNOVATION〉사원. 〈데스 메일〉로 해고 처분이 되었지만 아사히나의 조치로, 대우가 좋은 재취직처를 알선해 받아, 감사해하고 회사를 떠난다.
아오야마 마코토 - 카타오카 츠루타로 (제5화)
〈solerisa corporation〉 대표. 고명한 공업 디자이너였지만 돌연 은퇴 선언을 해, 현재는 고향인 오카야마 현에서 농업을 하고있다. 고품질이며 고가인 토마토 브랜드 〈QUERI TOMATE〉의 인터넷 판매로 성공을 거두고 있지만, 현지에서는 모든 마을 사람에게 받아 들여지고 있는 것은 아니다. 〈마코토회〉라고 하는 〈마코토〉란 이름을 가진 사람들의 인터넷 커뮤니티에서 마코토와 이전부터 아는 사람이었다. N사의 실험에 협력해, 벽에 부딪쳐 초조해 하는 휴우가를, 제조에 종사하는 선배로서 따뜻하게 지켜본다.
사카이 타카히로 - 스다 마사키 (제6화)
NEXI 주주. 금발에 T셔츠차림의 청년.
경비원 - 후와 만사쿠 (제8화)
NEXI가 들어와있는 빌딩의 경비원. 휴우가가 해고 후, 송별회 출석을 위해 방문자 취급으로 접수하러 왔을 때에, 처음으로 말을 주고 받았다.
마츠나가 히데 - 야마모토 에이지 (언밸런스/제10화)
〈준쿠도 서점〉 선전 통괄 본부장.
우다가와 쇼 - 이시자카 코지 (최종화)
〈JI테크〉 사장.

## 스태프
- 각본 - 아다치 나오코
- 연출 - 니시우라 마사키, 타나카 료
- 연출 보조 - 시나다 슌스케
- 음악 - 하야시 유키
- 주제가 음악 - Naoki-T
- 음향 효과 - 우에다 마리카
- 시각 효과 - 에자키 킨미츠
- VFX 프로듀스 - 후지카와 유스케
- 타이틀 로고 - 에비사와 마사토시
- 타이틀 백 - 미츠카 아츠시
- 생명과학 감수 - 타카토리 히타시 (수도대학 도쿄 생명 과학 코스 발생 프로그램 연구실 조교)
- 방언 지도 - 스기모토 야스노리
- 프로듀스 - 마스모토 준, 세키구라 다이스케
- 프로듀스 보조 - 미토 나츠미
- 제작 저작 - 후지 TV

## 주제가·삽입곡
주제가 〈빛으로〉는 싱어송라이터인 miwa에 의한 악곡이다. 이 작품은 새로 쓴 것으로, miwa는 드라마 대본을 읽은 후에 작사·작곡을 하였다. 편곡과 프로듀스는 Naoki-T가 하였다.
삽입곡이 된 〈Napa〉 〈HiKARiE Remix ~English version~〉(〈빛으로〉의 영어 가사판)도 마찬가지로 miwa에 의한 것으로, 〈빛으로〉에 커플링 곡으로 수록되었다.
또한, 본편 첫회 방송 개시 전의 시기에서의 CM, 선전 등에서는 케이티 페리의 〈Part of Me〉가 사용되고 있었다. 본편 방송 시에는 한 번도 흐르지 않았다.
스페셜판에서는 삽입곡으로 miwa의 신곡 〈Delight〉가 제작, 사용되었다.

## 방송 일자
| 각 화                                                       | 방송일          | 부제                                              | 연출            | 시청률      |
| 연속 드라마                                                 | 연속 드라마     | 연속 드라마                                       | 연속 드라마     | 연속 드라마 |
| ----------------------------------------------------------- | --------------- | ------------------------------------------------- | --------------- | ----------- |
| 제1화                                                       | 2012년 7월 9일  | 자산 250억의 남자와 취직난민녀의 최저 최악의 만남 | 니시우라 마사키 | 13.9%       |
| 제2화                                                       | 2012년 7월 16일 | 움직이기 시작한 운명! 거짓말쟁이는 사랑의 시작    | 니시우라 마사키 | 11.3%       |
| 제3화                                                       | 2012년 7월 23일 | 밝혀진 과거…. 사랑이 망가질 때                    | 타나카 료       | 13.1%       |
| 제4화                                                       | 2012년 7월 30일 | 키스로 되살아나는, 잊혀진 사랑                    | 타나카 료       | 10.8%       |
| 제5화                                                       | 2012년 8월 6일  | 당신을 지지하고 싶어…둘이서 맞이한 아침           | 니시우라 마사키 | 10.2%       |
| 제6화                                                       | 2012년 8월 13일 | 사라진 3천억 엔! 그때 너는 없어…                  | 타나카 료       | 8.9%        |
| 제7화                                                       | 2012년 8월 20일 | 사장 교대…!? 안녕 사랑하는 사람                   | 니시우라 마사키 | 12.2%       |
| 제8화                                                       | 2012년 8월 27일 | 모든 것을 버리고 너와…내일로의 여행               | 타나카 료       | 12.9%       |
| 제9화                                                       | 2012년 9월 3일  | 나를 믿어! 당신의 벽을 부수고 싶어                | 니시우라 마사키 | 13.7%       |
| 제10화                                                      | 2012년 9월 10일 | 흘러 넘치는 마음…우리가 낸 대답                   | 타나카 료       | 15.8%       |
| 최종화                                                      | 2012년 9월 17일 | 최종회·너의 곁으로…둘의 미래                      | 니시우라 마사키 | 13.2%       |
| 평균 시청률 12.4% (시청률은 칸토 지구·비디오 리서치사 조사) |                 |                                                   |                 |             |
| 리치 맨, 푸어 우먼 in 뉴욕 〔스페셜〕                       |                 |                                                   |                 |             |
| 스페셜                                                      | 2013년 4월 1일  | 리치 맨, 푸어 우먼 in 뉴욕                        | 니시우라 마사키 | 15.3%       |

- 첫회는 15분 확대 방송 (21:00 ~ 22:09).
- 제4화는 런던 올림픽 중계때문에 21:55 ~ 22:49 방영.
- 후지 TV On Demand에서, 방송 후 수요일 16:00부터 최신화가 전달되고 있다[3].
- 8월 22일로부터, 후지 TV 공식 YouTube 채널에서, 〈로맨스 편〉 〈비즈니스 편〉의 2종류로 편집된 각 화의 다이제스트가 무료 전달되고 있다.
- 8월 29일, 27:05분부터 30분, 후지 TV에서 제8화까지의 다이제스트가 방송되었다.
- 게츠9 시간대의 연속 드라마에서는, 2011년 7월기의 〈전개걸〉이래, 약 1년 만에 전화 평균 시청률이 15%를 밑돌았다.

## 관련 상품

### 사운드트랙
후지 TV 계 게츠9 드라마 〈리치 맨, 푸어 우먼〉 오리지널 사운드트랙
포니캐년으로부터 2012년 8월 29일 발매
전 작곡: 하야시 유키 (m22, 23 제외)
수록곡
1. Late Night [작사: Yuly]
2. up
3. next innovation
4. Freezeenjoy
5. elastic
6. pinch
7. daily life
8. trauma
9. waver
10. rich-man
11. program
12. Rock4you
13. T-D-W-P
14. poor-woman
15. business
16. bamboo grove
17. momoiro!
18. poor-woman-PfMix
19. accident
20. workaholic
21. poor-woman-FlowMix
22. ヒカリヘ acoustic guitar version / 빛으로 acoustic guitar version [작곡: miwa]
23. ヒカリヘ piano version / 빛으로 piano version [작곡: miwa]